# ابن مستوفی اربلی
مبارک بن احمد لَخمی شهرت‌یافته به ابن مستوفی اربلی (اربل یا همان شهر اربیل امروزی- به کردی: هەولێر) و لقب‌گرفته به شرف‌الدین و ابوالبَرَکات (۱۱ ژوئیه ۱۱۶۹ -۷ اوت ۱۲۳۹م) محدث، زبان‌شناس، تاریخ‌نگار و دیوان‌دار اهل کردستان عراق بود.